# Tux

Tux

Tux är maskoten för operativsystemskärnan Linux.

## Historia
Första idén till att ha en pingvin som maskot kom från en sändlista för Linux-kärnan. Från början hade man tänkt att Tux skulle hålla upp världen i sina händer, men sedan påpekade Linus Torvalds, skaparen av Linux, att han hellre hade sett en neutral sittande pingvin som var lite rund i formen. "I'm thinking bean bag here", skrev han, ungefär "jag tänker mig som en sacco-säck".
Torvalds själv skriver att han fick idén till att ha en pingvin som maskot när han var på ett zoo i Canberra där han tittade på pingviner. Som han uttrycker det blev han biten av en pingvin och fick en infektion kallad pingvinit (penguinitis) vilket resulterar i att man ligger vaken på nätterna och bara tänker på pingviner. Så när frågan om en maskot kom upp föll det sig naturligt.
Maskoten är ritad av Larry Ewing i bildredigeringsprogrammet GIMP.
Det är oklart varifrån namnet kommer, men det finns teorier om att det är en kortform för Torvalds UniX (Torvalds LinUX) eller att namnet kommer från det engelska ordet tuxedo.

## Tillämpningsområden
I vissa Linuxdistributioner kan man se Tux under uppstart. Det är även vanligt förekommande att man använder Tux inom spel med anknytning till öppen källkod.

## Tuz

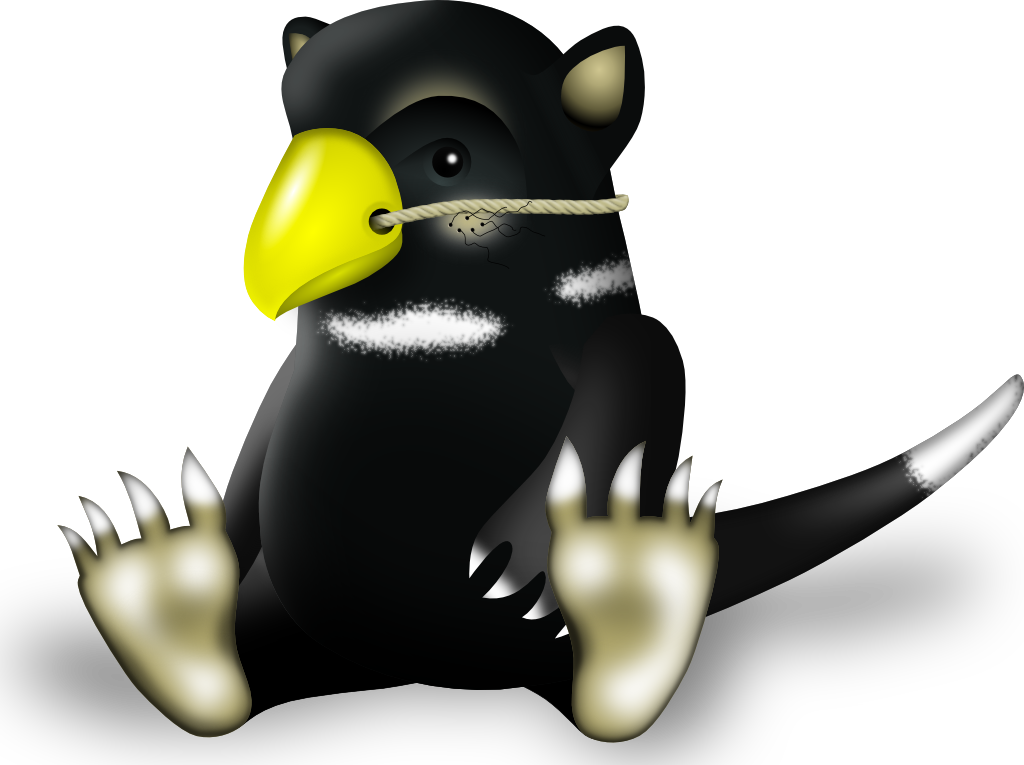
Tuz, den tasmanska djävulen

I samband med lanseringen av Linux version 2.6.29 antog Linus Torvalds Tuz som tillfällig maskot för Linux för att stödja den utrotningshotade tasmanska djävulen.
Designen utfördes av Andrew McGown, modifierades av Josh Bush och släpptes under licensen Creative Commons CC-BY-SA. Tux återantogs vid släppet av 2.6.30.